# Rula Jebreal
Rula Jebreal (en árabe: رولا جبريل‎: , en hebreo: רולא ג'בריל‎; Haifa, 24 de abril de 1973) es una periodista, novelista, guionista y analista geopolítica palestina, con doble nacionalidad israelí e italiana. Ha trabajado como comentarista de MSNBC.

## Infancia y educación
Jebreal nació en Haifa, Israel, hija del imán sufí de origen nigeriano Othman Jebreal y de Zakia, y se crio en Jerusalén. Su padre trabajó como imán y encargado de la Mezquita de Al-Aqsa. Su madre, que padeció graves abusos de pequeña, se suicidó arrojándose al mar cuando Jebreal tenía 5 años. Su padre las ingresó, a ella y a su hermana Rania, en el orfanato Dar El-Tifel entre 1978 y 1991. Jebreal fue criada en el orfanato y considera a su fundadora, Hind al-Husseini, como su profesora y madre, afirmando que le llegó a salvar la vida.
En 1993, Jebreal recibió una beca del gobierno italiano para estudiar en la Universidad de Bolonia, donde se graduó en fisioterapia, especializándose en traumatismos cerebrales en niños y jóvenes. Ya trabajando como fisioterapeuta, volvió a la Universidad de Bolonia para obtener el máster en Periodismo y Ciencias Políticas.

## Carrera

### Periodismo
Jebreal trabajó doce años como periodista en Italia, donde se convirtió en la primera presentadora extranjera de un programa de televisión italiana. En 2006 trabajó con Michele Santoro como copresentadora del programa AnnoZero, un programa sobre política en la televisión italiana. Durante su carrera como periodista en Italia se ganó la fama de ser una de las entrevistadoras más duras del país y realizó entrevistas a personajes tan célebres como Silvio Berlusconi, Massimo D'Alema, Bill Gates, Mahmoud Abbas, Bernard Kouchner, Íngrid Betancourt o Mohammed el-Baradei. En 2008, Jebreal creó su propio programa de televisión en Egipto, cubriendo asuntos sociales, políticos y económicos durante 30 programas. Desde entonces, Jebreal ha escrito artículos para importantes medios de comunicación internacionales como The Guardian, Foreign Policy, The Huffington Post, Newsweek o Daily Beast.

### Libros y películas

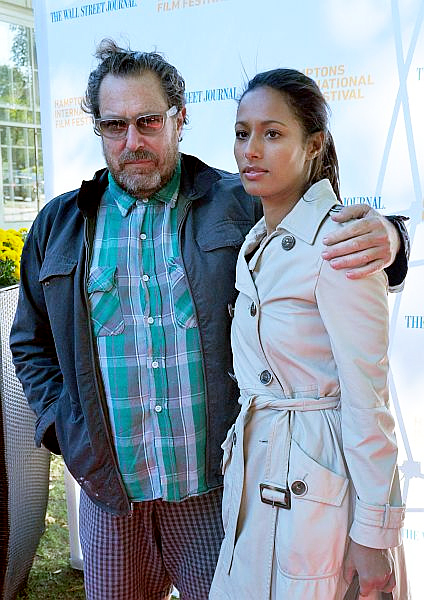
Jebreal con Julian Schnabel, 2010

La primera novela de Jebreal, Miral, fue publicada en 2003, se tradujo a 15 idiomas y vendió millones de ejemplares. Jebreal ha reconocido que la novela es en cierto grado autobiográfica. La versión cinematográfica de la novela, adaptada por la propia Jebreal y dirigida por Julian Schnabel, se estrenó en 2010 en el Festival Internacional de Cine de Venecia y fue recibida con una ovación de 15 minutos. Su estreno en Estados Unidos fue realizado en el salón de plenos de la Asamblea General de las Naciones Unidas, convirtiéndose en la primera película de la historia en ser estrenada allí.
La segunda novela de Jebreal, La Novia de Aswan, se publicó en 2007, fue traducida a cinco idiomas y ganó el International Fince Europa Award. Su tercer libro, Rechazada, es una obra de no-ficción basada en entrevistas con inmigrantes que bien se han labrado una exitosa carrera en Italia, bien viven en los márgenes de la sociedad italiana. Este libro es objeto de estudio en las universidades italianas.
Jebreal también escribió y produjo un documental sobre la pena de muerte en China, Estados Unidos e Irán titulado "Permesso di Sogiorno", que obtuvo muy buenas opiniones de la crítica.

## Opiniones
En torno al conflicto palestino-israelí, Jebreal comentó en una entrevista con el diario español ABC: "La solución o la paz tienen que llegar por la vía diplomática o política; debe comenzar por el final de la ocupación, por el final de la segregación, por el final de la represión. La verdadera vía es esa. Pero la educación es necesaria: tiene que haber una generación, y que de ahí salgan los líderes y estén educados. La educación para poder gobernar."
En un artículo para The Daily Beast, afirmó que "El primer ministro israelí Benjamin Netanyahu y su coalición de derechas nunca han creído en -o intentado establecer- una solución viable de dos estados. Su único interés continúa siendo la consolidación de la ocupación israelí de Cisjordania y Jerusalén Este mientras mantienen el sitio de Gaza".

## Vida personal
Tiene una hija llamada Miral, cuyo padre es el artista Davide Rivalta.
Su colaboración con Julian Schnabel en Miral fue más allá de la película y mantuvieron una relación entre 2007 y 2011.
En 2013, Jebreal se casó con Arthur Altschul Jr., hijo del banquero Arthur Goodhart Altschul y miembro de la familia Lehman. Se divorció de Altschul en 2016.
Habla con fluidez cuatro idiomas: árabe, hebreo, inglés e italiano, y se describe a sí misma como "musulmana secular". Vive en Nueva York.

## Obras
- La strada dei fiori di Miral (La calle de las flores de Miral), BUR Biblioteca Univ. Rizzoli, 2005, ISBN 978-88-17-00850-1 
  - Miral. Traductor John Cullen. Penguin. 2010. ISBN 978-0-14-311619-6.  
  - Ørkenblomsten, Engelstad forl., 2005, ISBN 978-82-92533-10-9 
  - Miral – Ein Tierra. Drei Frauen. Ein gemeinsamer Traum, Leon Traducido Mengden, Btb, 2010, ISBN 978-3-442-74148-9
- La sposa di Assuan (La esposa de Aswan) Rizzoli, 2005, ISBN 978-88-17-00867-9 
  - La Promesa d'Assouan, Lucie Traducida Comparini, Altal éd., 2007, ISBN 978-2-916736-04-4 
  - Un esposa de Assuão, Campo das Letras, 2007, ISBN 978-989-625-237-3
- Divieto di soggiorno: l'Italia vista con gli occhi dei suoi immigrati, (Rechazado) Milán, Italia: Rizzoli, 2007, ISBN 978-88-17-01270-6

## Premios
Rula Jebreal ha ganado numerosos premios internacionales tanto por su labor periodística como por su obra literaria y su trabajo como guionista. En 2003 ganó un premio Media Watch por su cobertura de la Guerra de Irak. En 2006, Jebreal ganó uno de los más importantes galardones periodísticos de Europa, el International Ischia Award, en la categoría de mejor periodista del año. La película Miral, para la que escribió el guion y que fue estrenada en 2010, ganó el premio Protección de los Niños de UNICEF. También ha ganado, entre otros, el Premio Cultural del Presidente de la República, en 2005 y 2008, y el Premio Literario Fenice-Europa en 2006.